# Битва в Сиэтле
«Битва в Сиэтле» (англ. Battle in Seattle) — американская кинодрама режиссёра Стюарта Таунсенда, основанная на реальных событиях (1999 Seattle WTO protests).
Мировая премьера состоялась на Международном кинофестивале в Торонто 8 сентября 2007 года.
Слоган — англ. «The whole world is watching».

## Сюжет
В ноябре 1999 года в американском Сиэтле проходила встреча министров стран-членов Всемирной торговой организации. Десятки тысяч демонстрантов, защитники природы и прав потребителей, профсоюзные и студенческие активисты, анархисты и пацифисты, собравшиеся со всего мира, вышли на улицы города в знак протеста против глобализации. Среди них герои фильма — Джанго, Сэм, Лу и Джей. У каждого из них своя причина быть в Сиэтле, но всех их объединяют два желания, быть услышанными и изменить ситуацию в мире. В то же время руководство города стремится показать участникам конференции своё гостеприимство и сорвать планы демонстрантов.
Ненасильственная демонстрация с целью остановить переговоры ВТО не дала перевеса ни одной из сторон, поэтому руководство города хочет получить повод для силового разгона протестующих, многие из которых тоже больше не хотят себя сдерживать. Начинается полномасштабный мятеж, мэр Сиэтла объявляет в городе чрезвычайное положение. Улицы во власти хаоса, здание, где проходит совещание ВТО, заблокировано. Жители Сиэтла, в том числе осаждённый мэр Джим Тобин, полицейский Дейл, борющийся с беспорядками на улицах, и его беременная жена Элла, оказываются под перекрёстным огнём. Отныне их жизнь никогда не будет такой какой она была до «Битвы в Сиэтле».
Сценарист и режиссёр Стюарт Таунсенд попытался представить события ноября 1999 года с различных точек зрения. Протестующие и полиция, журналисты и случайные прохожие, делегаты встречи ВТО и врачи — все они вольно или невольно оказываются на улицах Сиэтла в эти дни. Автор фильма перемежает кадры реальных событий и игровые сцены. Главная задача Таунсенда заключалась в том, чтобы показать — обычные люди могут изменить мир.

## В ролях
- Мартин Хендерсон — Джей[3]
- Мишель Родригес — Лу
- Шарлиз Терон — Элла[3][4]
- Вуди Харрельсон — Дейл[3]
- Дженнифер Карпентер — Сэм
- Андре Бенджамин — Джанго[3]
- Рэй Лиотта — мэр Джим Тобин[3]
- Конни Нильсен — Джин
- Билл Клинтон — играет самого себя, в титрах не указан, хроника
- Ченнинг Татум — Джонсон
- Исаак Де Банколе — Абаси
- Раде Шербеджия — доктор Марич
- Ивана Миличевич — Карла
- Ци Ма — губернатор
- Джошуа Джексон — Рэндел
- Кен Кирзингер — офицер
- Мэттью МакКоулл — бродяга
- Адриан Холмс — журналист
- Хаскелл Уэкслер — в роли самого себя

## Критика
Фильм получил смешанные отзывы кинокритиков. На сайте Rotten Tomatoes фильм имеет рейтинг 56 % на основе 63 рецензий со средним баллом 5,7 из 10. На сайте Metacritic фильм имеет оценку 54 из 100 на основе 17 рецензий критиков, что соответствует статусу «смешанные или средние отзывы».